# Papilio isidorus
Papilio isidorus är en fjärilsart som beskrevs av Doubleday 1846. Papilio isidorus ingår i släktet Papilio och familjen riddarfjärilar.
Artens utbredningsområde är Bolivia. Inga underarter finns listade i Catalogue of Life.

## Bildgalleri

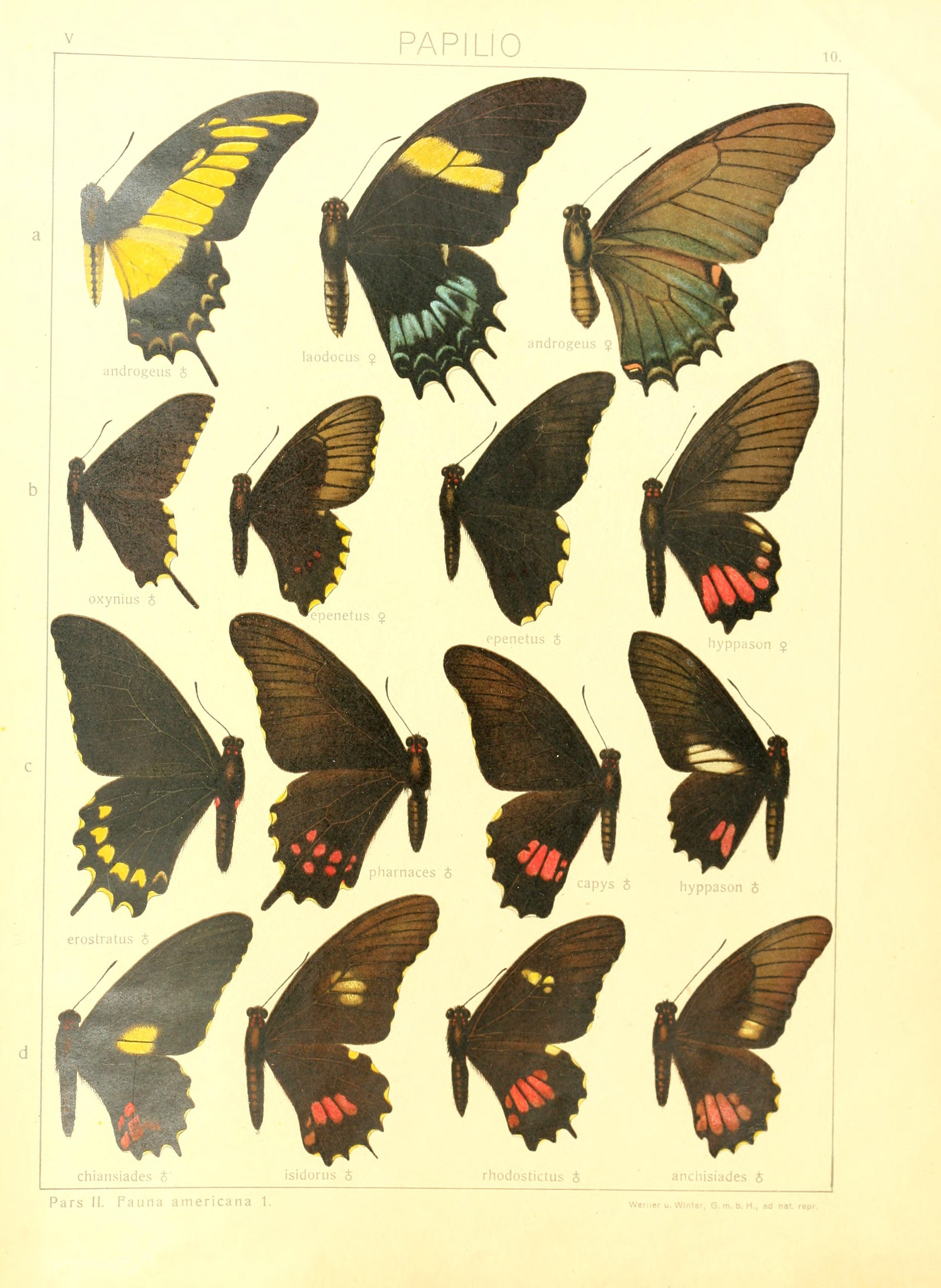